# Kpadiari
Kpadiari est un village du département et la commune urbaine de Pama, situé dans la province de la Kompienga et la région de l’Est au Burkina Faso.

## Géographie

### Démographie
- En 2006, le village comptait 937 habitants recensés[1].

## Économie
Le village possède une banque de céréales.

## Santé et éducation
Le centre de soins le plus proche de Kpadiari est le centre médical de Pama.
L'école primaire publique la plus proche est située à Bombontangou.